# ۸۸۸ خیابان هفتم
۸۸۸ خیابان هفتم یک آسمان‌خراش واقع در منهتن، ایالات متحده آمریکا می‌باشد. و ۱۹۷۱ به پایان رسید. معمار این بنا امری روث است. تعداد طبقاتش ۴۶ است.